# Othellos Athienou Football Club
Maillots
Le Othellos Athienou Athletic Club (en grec moderne : Αθλητικός Σύλλογος Οθέλλος Αθηαίνου), plus couramment abrégé en Othellos Athienou, est un club chypriote de football fondé en 1933 et basé dans la ville d'Athiénou, dans la banlieue de Larnaca.

## Histoire
Il évolue en première division lors de la saison 2014-2015.

## Palmarès
| Compétitions nationales |
| - Championnat de Chypre de deuxième division (1) : - Champion : 2022-2023 - Championnat de Chypre de troisième division (2) : - Champion : 1990-1991 et 1993-1994. - Championnat de Chypre de quatrième division (1) : - Champion : 2003-2004. |

## Personnalités du club

### Présidents
- Giorgos Koursaris
- Evagoras Fiakkos
- Vassilis Kafataris

### Entraîneurs
- Costas Sakkas
- Kóstas Kaïáfas
- Nedim Tutić